# Alphonse Seignac-Lesseps
Jean-Baptiste Alphonse Seignac dit Seignac-Lesseps, né le 9 mars 1833 à Bègles (Gironde) et mort le 9 mai 1902 dans le 5e arrondissement de Paris, est un administrateur colonial français.

## Biographie
Descendant de la famille de Lesseps par sa mère Pétronille Jenny de Lesseps, il est accueilli par son oncle paternel Lovely Seignac à Saint-Louis du Sénégal en 1848 alors qu’il est encore adolescent. Il passe à Gorée en 1852. 
Représentant local de la maison de commerce française Malfilâtre, Alphonse Seignac-Lesseps est investi au poste de vice-consul de France à Sierra Leone en avril 1859 et l’occupe jusqu’en avril 1863. Il y remplit aussi l’intérim du consulat d’Espagne de 1860 à 1868. En avril 1860, il est désigné par le gouvernement espagnol aux fonctions d’arbitre espagnol au sein du tribunal mixte anglo-espagnol en Sierra Leone.
Nommé commandant de cercle au Sénégal le 1er août 1869, Seignac-Lesseps y reste huit ans avant de passer commandant particulier de Nossi-Bé en octobre 1876, puis d’être promu commandant de Nossi-Bé en novembre 1877. À ce titre, il seconde en juin 1882 le capitaine de vaisseau Le Timbre, commandant du croiseur Forfait, dans la mission délicate d’abattre les  drapeaux hovas plantés par ordre du gouvernement de Rainilaiarivony sur les territoires de Madagascar concédés à la France depuis 1841.
Prenant la suite de René Servatius, Alphonse Seignac-Lesseps est nommé gouverneur du Sénégal le 15 avril 1884. Il y marque son administration en concluant un traité de paix, de suzeraineté et de protectorat avec Aly-Boury-N'Diaye, roi du Djolof, signé le  18 avril 1885, et un autre garantissant la protection des sujets français dans le Fouta avec Abdoul Boubakar, chef du Bosséa, le 30 août suivant. Les deux actes diplomatiques accroissent la mainmise coloniale de la France sur les territoires concernés. Ces  arrangements pacifiques permettent en outre l’achèvement de la ligne de chemin de fer Dakar-Saint-Louis, inaugurée par le gouverneur Seignac le 6 juillet 1885, et la construction d’une ligne télégraphique reliant le Sénégal au haut Niger.
Jules Genouille succède à Seignac-Lesseps à la tête de la colonie en mai 1886. Ce dernier est admis à la retraite en 1888. À son décès, il était toutefois toujours membre du Conseil supérieur des Colonies.
Il avait été décoré de la Légion d'honneur  en 1881.
Alphonse Seignac est le grand-père de Léonce Jore, lui même gouverneur du Sénégal de 1926 à 1929.